# Leratiomyces squamosus
Leratiomyces squamosus is a nấm trong họ Strophariaceae.

## Hình ảnh

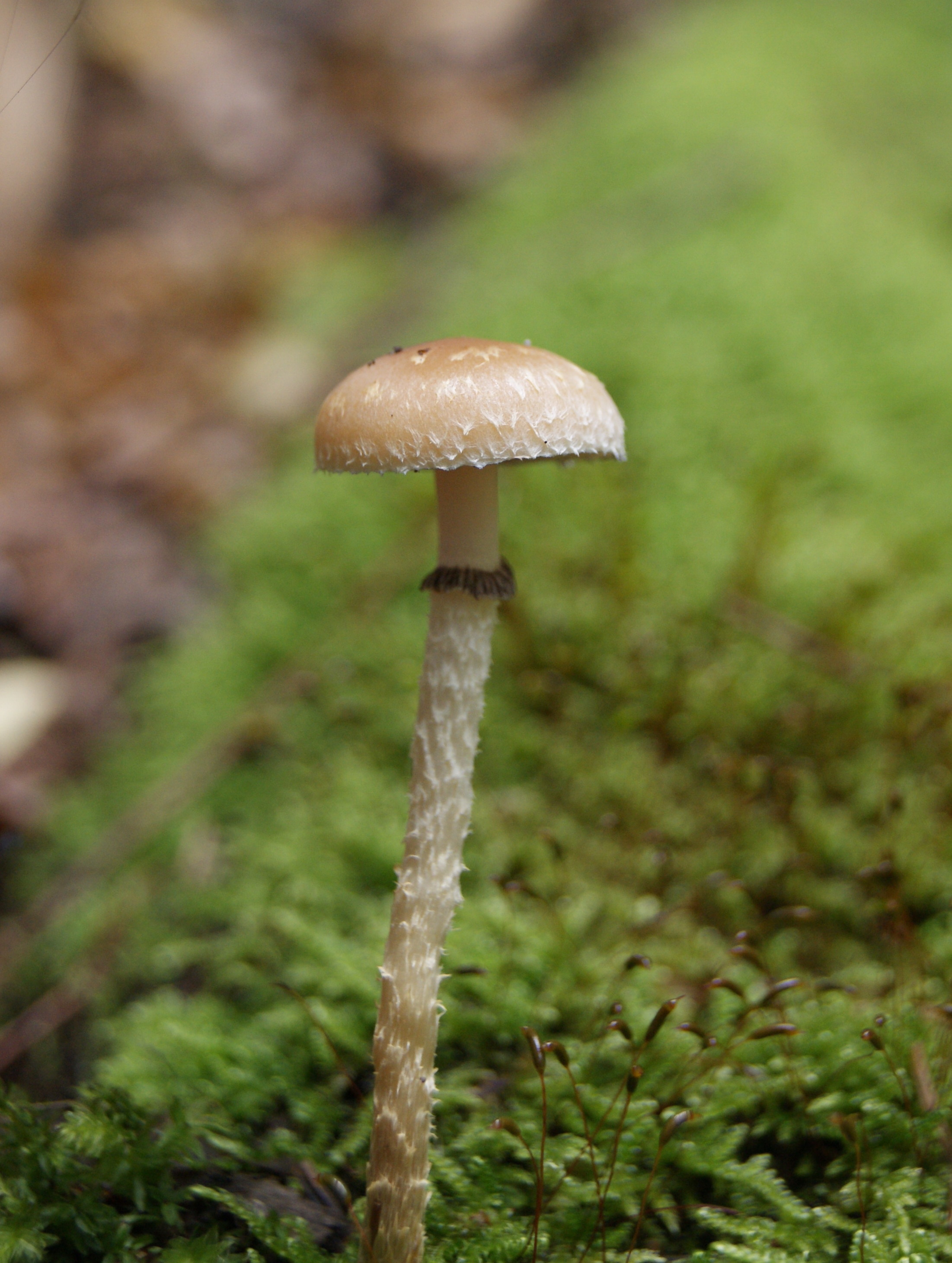
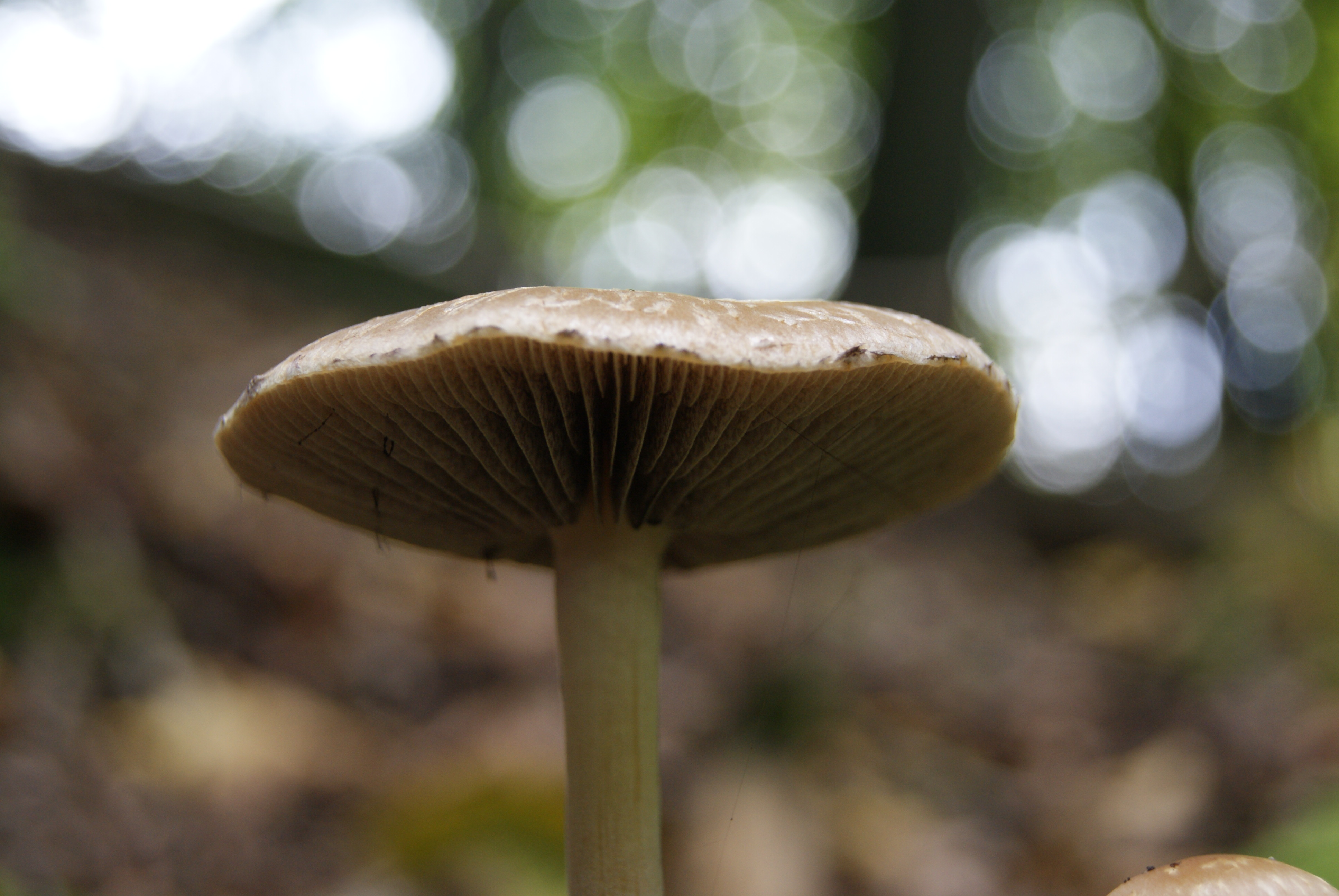
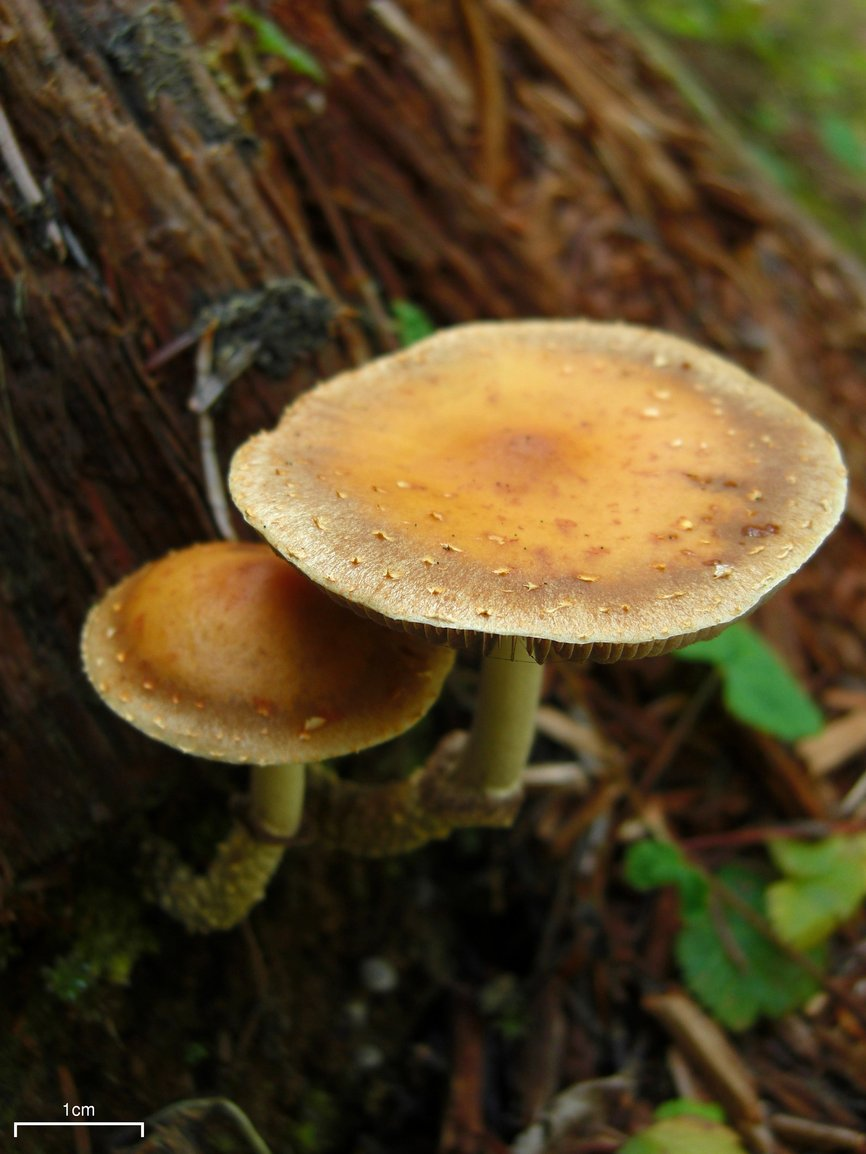
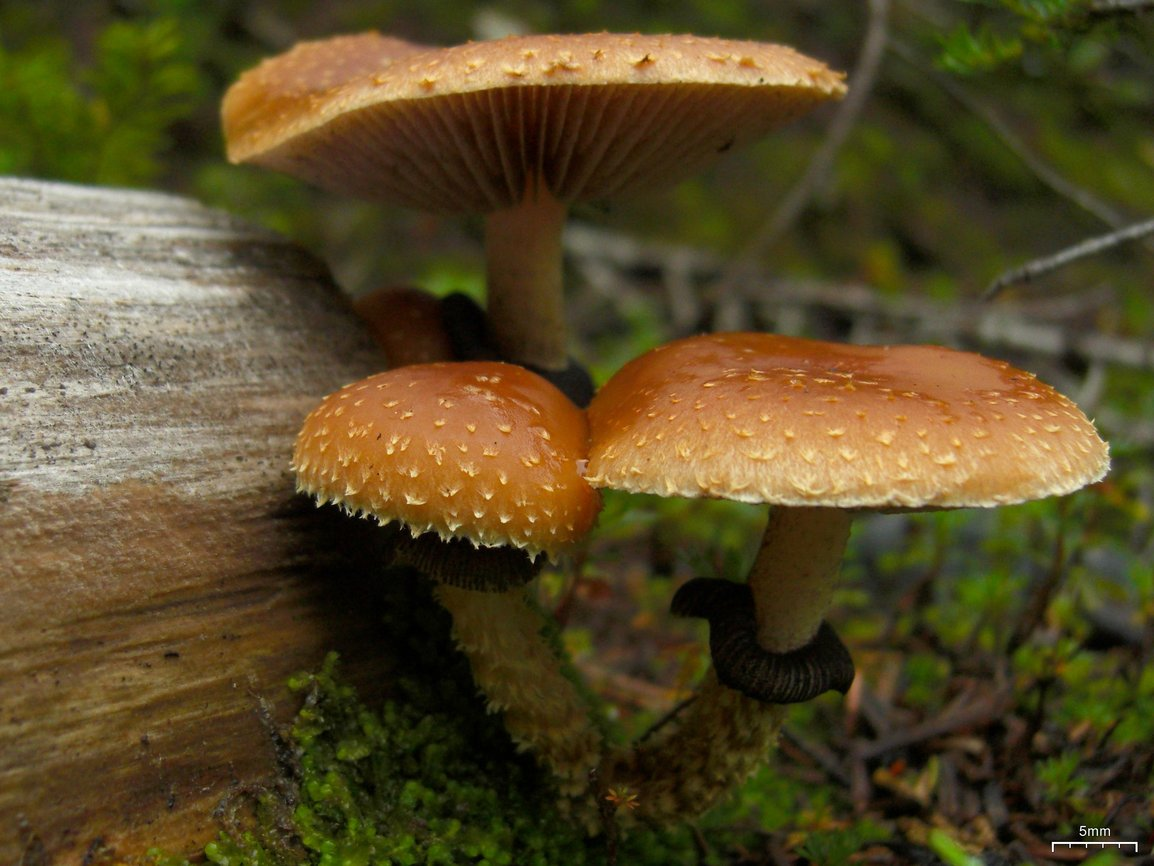